# 颤抖吧阿部之朵星风云
《颤抖吧阿部之朵星风云》（英語：Let's Shake it 2），2018年中国大陆古装剧，故事背景为唐朝。本剧为《颤抖吧，阿部！》续集，由郑业成、安悦溪领衔主演，原班人马打造，并且已定于2018年9月27日在芒果TV播出

## 播出时间

### 首播
| 频道   | 所在地   | 播映日期      | 播出时间 | 备注 |
| ------ | -------- | ------------- | -------- | ---- |
| 芒果TV | 中国大陆 | 2018年9月27日 | 18：00   |      |

## 演员列表

### 主要演员
| 演員   | 角色      | 介紹 |
| 鄭業成 | 唐青風 伊 | 唐家长子，身怀宇宙之眼。参见上集《颤抖吧，阿部！》 隋末风尘三侠之一，因穿越到隋朝，干擾到世界歷史進程，被時空歸類為異類，預計销毁處理的唐朝人。 專長:隨手取長劍攻擊，故具備空間裝備。 「伊」：來自（唐朝）以後的未來的唐青風，時空偷渡客，時空管制局頭號通緝要犯，與大法官密謀陷害過去的唐青風，並伺機奪取宇宙之眼。 專長:時空穿越。多次在阿部察察危難時，以空間穿越，協助避難。 |
| 安悦溪 | 阿部察察  | 原外星兵役初级战士，因乘坐的艦艇失事，后随唐青风再次回到地球。 後隨著朵星星公主降臨地球後，才知曉自己的真實身分為朵星長公主（朵星星公主父皇之私生女）， 参见上集《颤抖吧，阿部！》 專長:隨手板磚攻擊，具有空間裝備。 |

### 其他演员
| 演員               | 角色            | 介紹 |
| 徐嘉苇             | 朵喵喵          | 朵星的二級战士，降临地球后，人、猫身份任意切换。 参见上集《颤抖吧，阿部！》 此集初始，與阿部察察、唐青風，遭大法官艦隊追殺，因時空錯亂，再次誤入地球界域（隋朝時空）。                                                                                  |
| 宁小花             | 大法官          | 宇宙时空管理局大法官，與穿梭來自未來破滅時代的伊勾結，覬覦現今穿梭時空的唐青風身上之宇宙之眼。 |
| 卢峰               | 齐天仙          | 前枎余島島主 因朵喵喵外貌極美關係，遭島民集體罷免，後因關愛朵喵喵，被朵喵喵認作義母奉養。 專長:八卦王、小道消息蒐集專家。 |
| 吴佩柔             | YKTX-008 ／小八 | 机器人，女杀手（时空管理局之清道夫） 遵照时空管理局大法官之命令行動，追殺殲滅阿部察察。 當身軀控制程式混亂、運行衰竭時，經朵星星公主維修及更改程式、在完成初步修復後，第一眼看見及誤認朵喵喵為主人，後與朵喵喵相戀，但常遭朵喵喵義母齊天仙從中阻撓。    |
| 李超               | 隋煬帝          | 隋朝皇帝 |
| 徐沐婵             | 南阳公主 朵星星 | 隋朝公主 隋炀帝嫡女， 後成為朵星公主（全名為：朵星阿西米婭。米拉奧維奇。蒙蒙。朵星星公主，年齡三百歲）降臨地球後之附身處所。其在朵星之最高學歷為朵星艾讀布讀大學科技能源與信息安全雙博士學位。後因與其姊合作取得朵星 預備能源，拯救了朵星，成為新朵王。 |
| 高一清             | 李书辙          | 太原郡守 唐家祖先因唐青風等人的獻計，藉機脫離楚國公處，轉而投靠的主公。預計未來是輔佐創立（唐朝）功臣之一。 |
| 苏航 （老年:王崗） | 唐继忠          | 在未來時空（唐朝）在成為唐青風養父前，亦是剛穿越至現今時空（隋朝）的唐青風之義子（其尊稱唐青風為亞父）。 |
| 毛方圆             | 楚国公          | （隋朝）國公，其現居的宅邸，在未來是(唐朝）唐继忠、唐青風等人的宅邸。此集初始，致阿部察察、唐青風誤認已回到（唐朝）家裡。誤打誤撞結識了（隋朝）楚國公，亦設計讓唐家祖先（唐元暢）藉機脫離楚國公處，轉投靠李書轍處，為未來唐朝時代之興起，先行佈局。     |

## 电视原声带
| 曲序 | 曲目                    | 演唱           |
| ---- | ----------------------- | -------------- |
| 1.   | 恋恋风景（片尾曲）      | 安悦溪、郑业成 |
| 2.   | 当你不在（插曲）        | 李炜           |
| 3.   | 你一直都在（插曲）      | 徐嘉苇         |
| 4.   | Waiting for you（插曲） | 汪小敏         |